# Ulica Mutanabi
Ulica Mutanabi (arabsko شارع المتنبي) je v Bagdadu v Iraku, blizu stare četrti Bagdada pri ulici al-Rašid. Ulica je zgodovinsko središče bagdadskega knjigotrštva, ulica, polna knjigarn in knjižnih stojnic na prostem. Ulica je bila poimenovana po klasičnem iraškem pesniku Al-Mutanabiju iz 10. stoletja in je bila označena kot srce in duša bagdadske pismenosti in intelektualne skupnosti.
Ulica Mutanabi velja za najbolj znana ulico v vsem Iraku zaradi svoje starodavne zgodovine in skupnosti. Ulica je polna od zgodnjih jutranjih ur do pozne noči z obiskovalci, vključno s pesniki, pisatelji, umetniki in študenti ter turisti z vsega sveta.

## Opis
Ulica Mutanabi je ozka ulica brez avtomobilov sredi Bagdada blizu reke Tigris. Obložena je s sveže pobarvanimi in bleščečimi trgovinami s pravljičnimi lučkami, okrašenimi z opečnimi fasadami in balkoni iz kovanega železa. Vsebuje umetniške razstave, odprte galerije, knjižne sejme, festivale in kavarne, kot je kavarna Al-Šabandar, ter vhod v Kušlo. Skozi desetletja se je ulica Mutanabi razvila v simbol intelektualne svobode, ki privablja pisatelje, umetnike in nasprotujoče glasove iz vse države. Iz nje se je rodil znani arabski rek »Kairo piše, Bejrut objavlja, Bagdad pa bere«.
Ulica, ki se razteza malo manj kot en kilometer, se začne z lokom, okrašenim s pesnikovimi citati, in konča s kipom Al-Mutanabija, ki ga je izdelal kipar Mohammed Ghani Hikmat in gleda na reko Tigris.

## Zgodovina

### Zgodnja ustanovitev in pomen
Zgodovina ulice sega v Abasidski kalifat, kjer je postala prva knjižna tržnica v Bagdadu. Ulica je služila kot sodobna priča političnih in kulturnih sprememb v regiji. Ulico Mutanabi je leta 1932 prvič odprl kralj Fejsal I. in jo poimenoval po slavnem pesniku iz 10. stoletja Abu al-Tajibu al-Mutanabiju, pesniku iz abasidskega obdobja. Ulica je začela privabljati podjetja, kot so tiskarne in knjigarne, ki so bile ugnezdene ob vladnih uradih in sodiščih, in sčasoma je začela graditi svojo identiteto, saj so vanjo začeli prihajati prodajalci knjig. Čeprav je sčasoma s številnimi režimi v Iraku priča, številne njene knjige odražajo ideologije omenjenih režimov. V dobi Abd al-Karima Kasima je bila večina razpoložljivih knjig marksistični spisi. Po tem je bila ulica priča trem desetletjem nacionalističnih panarabskih del, ki so jih trgovci smeli prodajati le tistim, ki so poveličevali ideologijo Ba'ath in kasneje nekdanjega predsednika Sadama Huseina.
Ulica je tudi dom kavarne Šabandar, ki je bila odprta leta 1917. Vse od ustanovitve je postala stičišče iraških politikov in intelektualcev. Poleg tega, da je bil izhodišče za demonstracije, ki so potekale v državi skozi njeno sodobno zgodovino, obsojajo britansko okupacijo Iraka in nekatere pogodbe, ki so jih takrat sklenile iraške vlade, kot je Portsmouthska pogodba leta 1948. ljudje, ki so povezani s kavarno, je nekdanji iraški premier Nuri al-Said, ki jo je pogosto obiskoval. Pogosti obiski Nurija al-Saida so imeli velik pomen, da je kavarna postala zbirališče iraških politikov.[10]
Pod vladavino Sadama Huseina je bilo veliko knjig desetletja prepovedanih, ker niso ustrezale vladnim standardom. Nekatere so bile zamenjane s knjigami, ki obravnavajo zgodovino in sedanjost Iraka. Danes se na ulicah prodajajo knjige, kot so "Ameriški Irak" misleca Hassana al-Alawija, knjige palestinske zgodovinarke Hanne Batatu in knjige iraškega sociologa Alija al-Wardija. Do leta 2003 so te knjige prodajali na skrivaj v strahu pred aretacijami in zatiranjem.

### Oživitev po letu 2003
Med vojno v Iraku je 5. marca 2007 eksplodirala avtomobilska bomba ali samomorilska bomba in ubila 26 ljudi na ulici Mutanabi, zaradi česar je bilo območje posejano s smetmi in nevarno za nakupovalce ter uničeno veliko podjetij. Kot odgovor na bombni napad sta Deema Šehabi in Beau Beausoleil leta 2012 uredila antologijo z naslovom Ulica Mutanabi se začne tukaj o odzivih ljudi na bombni napad. Med 100 avtorji sta med drugim Yassin Alsalman in Pulitzerjev nagrajeni novinar Anthony Šadid. 18. decembra 2008 je iraški premier Nouri al-Maliki uradno ponovno odprl ulico po dolgem obdobju čiščenja in popravil.
Ulica ostaja odprta z različnimi prenovami, vključno s prenovo ulice in tlakov v kamnu, namestitvijo novega sistema razsvetljave in barvanjem stavb na glavni ulici. Pred prenovo so ulico opisovali kot temno in polno potepuških psov. Čeprav so nekateri prodajalci na ulici kritizirali prenovo, ker ulica ni videti tako, kot je bila videti.
- Slike z ulice Mutanabi
- Stavbe na koncu ulice Mutanabi
- Slika iz leta 2017 z večernim prizorom na ulici
- Zunanjost kavarne Šabandar
- Projektni znak Ulica Mutanabi se začne tukaj
- Kip pesnika Mutanabija, ki se nahaja na koncu ulice
- Starodavno stanovanje v ulici

## Zanimivosti

### Kip Al-Mutanabija
Kip Al-Mutanabija (arabsko تمثال المتنبي) je bronasti kip pesnika, po katerem je ulica dobila ime. Izklesal ga je iraški kipar in umetnik Mohammed Ghani Hikmat leta 1977.[13]

### Kušla
Kušla (arabsko القشلة) je pomembno osmansko mesto in mejnik dediščine Bagdadija, katerega gradnja sega v drugo polovico 19. stoletja, ko je bil Bagdad provinca Osmanskega cesarstva pod ukazom Midhat Paše. Je na koncu reke Tigris na koncu ulice Mutanabi, kjer je bila uporabljena kot vojaška stavba za vojsko Osmanskega cesarstva, ki je takrat zagotavljala varnost prebivalstvu. Sredi nje je 22 metrov dolg stolp z uro, ki je bil zgrajen za prebujanje vojakov in jih obvešča o vojaškem usposabljanju. Trenutno je Kušla zbirališče številnih obiskovalcev in turistov na ulici Mutanabi ter prostor za kulturne in družabne dejavnosti ter umetniške razstave.

### Kavarna Šabandar
Kavarna Šabandar (arabsko مقهى الشابندر), ki je na ulici, je ena najstarejših ohranjenih kavarn v Bagdadu. Od ustanovitve leta 1917 je bila kavarna zbirališče iraških politikov in intelektualcev ter izhodišče za proteste, ki so potekali med mandatom Mezopotamije. Slike, ki visijo na njenih stenah, predstavljajo iraško zgodovino in družbo, vključno s simboli, literarnimi in umetniškimi osebnostmi Bagdada. Kavarna je bila leta 2007 uničena v samomorilskem bombnem napadu, ki je vzel pet lastnikovih otrok. Kavarna je bila od takrat obnovljena.

### Suk al-Sarai
Suk al-Sarai (arabsko سوق السراي) je eden najstarejših sukov v Bagdadu in deluje kot podaljšek ulice Mutanabi. Prej je bil znan po proizvodnji in trgovini z naravnim usnjem, trenutno pa je priljubljen za trgovanje z zvezki, papirji in šolskimi knjigami. Vhod v tržnico je na koncu ulice Mutanabi in pred mošejo Al-Sarai, ki je bila zgrajena leta 1660, kar je sovpadalo z gradnjo tržnice. Dolžina tržnice ne presega 300 metrov, širina poti za pešce pa ne presega treh metrov.

## Galerija
- Ulica leta 2009
- Ena od mnogih knjigarn, ki se prodajajo na pločnikih ulice
- Pevec na ulici